# قانون الجنسية العراقية
أُقر أول قانون للجنسية في عام 1924، وفي ذلك العام، في 6 أغسطس، حصل جميع الأشخاص الموجودين ضمن حدود الولاية القضائية العراقية تلقائيًا على الجنسية العراقية.[بحاجة لمصدر]</link> وفقًا لزينب صالح، فإن "قانون الجنسية العراقية لعام 1924 وتعديلاته يسلط الضوء على الأصول المسكونة للقومية العربية" من خلال تعريف العراقيين من أصل فارسي بأنهم مواطنون من الدرجة الثانية.

## التجنس
والقانون المنظم للتجنس هو القانون رقم 43 لسنة 1963 والقانون رقم 5 لسنة 1975. التجنس متاح فقط لمن تزيد أعمارهم عن 18 عامًا. هناك شرط السمعة الجيدة، وسجل جنائي نظيف. بشكل عام، يجب أن يكون الشخص الذي يسعى للحصول على الجنسية عربيًا، أو متزوجًا من رجل عراقي لمدة لا تقل عن 5 سنوات مع الإقامة داخل البلاد. يتعين على المواطنين المتجنسين أداء يمين الولاء أمام شخص مختص مرخص له باستلامه خلال 90 يومًا.
تجدر الإشارة إلى أنه سيتم منع المجنسين من شغل منصب عضو البرلمان أو الوزير لمدة لا تقل عن 10 سنوات بعد تاريخ التجنيس، بالإضافة إلى ذلك، لا يستطيع المجنسين شغل منصب رئيس وزراء العراق أو الرئيس العراقي.

## الجنسية المزدوجة
العراق يعترف بالجنسية المزدوجة.

## حرية السفر
كان للمواطنين العراقيين في عام 2016 إمكانية الوصول بدون تأشيرة أو تأشيرة عند الوصول إلى 30 دولة ومنطقة. وبذلك يحتل جواز السفر العراقي المرتبة 102 عالمياً بحسب مؤشر قيود التأشيرات.

## أنظر أيضا
- قانون الجنسية
- جواز سفر عراقي
- البطاقة الوطنية العراقية

## روابط خارجية
- المديرية العامة للجنسية العراقية نسخة محفوظة 2019-01-25 على موقع واي باك مشين. </link>
- الجنسية | إرشادات المفوضية بشأن قانون الجنسية